# 31 TCN
Năm 31 TCN là một năm trong lịch Julius. 